# Somebody to Love (cançó de Queen)
«Somebody to Love» és la cançó principal del disc A Day at the Races (àlbum) del grup de rock anglès Queen. És una composició rock, amb aires de gospel, en la qual la veu de Freddie Mercury (el seu compositor) s'esplaia amb escales de veu molt complicades, amb cors fets per ell mateix, Brian May i Roger Taylor. Té un aire rock i de balada, amb una lletra fortament religiosa. Va ser influenciada pels cors de bandes blues i de jazz, en les quals predominen els jocs de veus.